# Strvinari starog svijeta
Strvinari starog svijeta (lat. Aegypiinae) su potporodica porodice jastrebova. Ova porodica se, kako u kojoj sistematici, svrstava u red sokolovki ili u red jastrebovki. 

## Izgled
Ovo su velike do vrlo velike ptice. Veličina tijela doseže im i više od jednog metra, a raspon krila im može biti i do 2,90 metara. Tipično za mnoge vrste je kovrčavi "okovratnik" iz kojeg izlazi dugačak vrat, gol ili obrastao vrlo kratkim perjem. 

## Rasprostranjenost i životni prostor
Na svijetu danas žive 22 vrste strvinara, a obitavaju na svim kontinentima, osim u Australiji i na Antarktiku. Ove ptice žive u južnoj Europi, Africi i Aziji. U Africi živi 11 vrsta. Životni prostor su im otvoreni krajolici poput stepa odnosno polupustinja, ali isto tako i planine.

## Hranidba
Strvinari starog svijeta se, kao i drugi strvinari, hrane prije svega strvinom. Pronalaze ju kružeći jedrenjem na velikim visinama, ali i prateći kretanje drugih strvinara, kako bi ih slijedili. Pojedine vrste strvinara su specijalizirane za određene dijelove strvine. Tako otvoriti strvinu mogu samo velike vrste jer samo oni mogu razderati debelu kožu, dok neke vrste žive gotovo isključivo od kostiju. Nemaju osjetilo mirisa (osim nekih američkih vrsta koje žive u prašumama), strvinari imaju izvanredno razvijen vid.
Niz vrsta strvinara u Aziji, naročito u Indiji i Pakistanu, još i danas je desetkovana trovanjem "diclofenacom" (jedan od komercijalnih naziva je i voltaren). Koristio se na farmama stoke. Kako su strvinari na samom vrhu piramide hranidbenog lanca, hraneći se uginulom stokom, ugibali su od zatajenja bubrega koje je kod njih izazivao taj lijek nakupljen u strvini. U međuvremenu, nađen je drugi lijek, "meloksicam", kao prihvatljiva zamjena a neškodljiva za strvinare. No, neke vrste bile su dovedene na rub izumiranja i još uvijek se oporavljaju.

## Rodovi i vrste
Rod Aegypius
- Euroazijski crni strvinar, Aegypius monachus

Rod Gypaetus
- Kostoberina, Gypaetus barbatus

Rod Gypohierax
- Gypohierax angolensis

Rod Gyps
- Bjeloglavi sup Gyps fulvus
- Bengalski sup,  Gyps bengalensis
- Rüppellov sup, Gyps rueppelli
- Indijski sup, Gyps indicus
- Gyps tenuirostris - ranije je ova vrsta bila uključena u G. indicus
- Himalajski sup Gyps himalayensis
- Bjeloleđi sup,  Gyps africanus
- Gyps coprotheres

Rod Necrosyrtes
- Necrosyrtes monachus

Rod Neophron
- Crkavica, Neophron percnopterus

Rod Sarcogyps
- Crvenoglavi strvinar, Sarcogyps calvus

Rod Torgos
- Veliki sup Torgos tracheliotus

Rod Trigonoceps
- Bjeloglavi strvinar, Trigonoceps occipitalis

## Drugi projekti
|  | Zajednički poslužitelj ima još gradiva o temi Strvinari starog svijeta |
|  | Wikivrste imaju podatke o taksonu Strvinarima starog svijeta           |